# Sabah (Tageszeitung)
Sabah (türkisch für Morgen) ist eine der größten und auflagenstärksten türkischen Tageszeitungen und ist seit 2013 im Besitz der AKP-nahen Çalık Holding und wird auch dementsprechend eingestuft. Sie hatte mehrere gleichnamige Vorgänger. Eurotopics bezeichnet die heutige Sabah als „wichtiges Sprachrohr der Erdoğan-Regierung“.

## Geschichte
Das am 22. April 1985 erstmals erschienene Blatt hatte zwei namensgleiche bzw. namensähnliche Vorgänger.

### Erste ZeitungSabahab 1875
Eine erste Zeitung mit dem Namen Sabah wurde 1875 vom griechischstämmigen Istanbuler Verleger Papadopulos im Stadtteil Beyoğlu in der berühmten Çiçek-Passage gegründet. Der erste Chefredakteur war der damals 23-jährige Sami Frashëri, welcher sich zuvor schon als Autor der ersten westlich geprägten Romane in türkischer Sprache einen Namen machen konnte. Sami ist außerdem der Vater des Gründers des Traditions-Fußballclubs Galatasaray Istanbul.
Im Streit trennten sich die Wege von Sami und Papadopulos und 1882 verkaufte der Verleger schließlich auch wegen Unstimmigkeiten bezüglich des Umgangs mit der Zensur das Blatt an den aus Kayseri stammenden Armenier Mihran Nakkaschian. Dieser hatte bis dahin als Verwaltungsdirektor bei Sabah gearbeitet.
Aufgrund guter Beziehungen zum damaligen Sultan Abdülhamid II. etablierte sich die Zeitung und hielt Einzug in die Paläste des Osmanischen Reiches. Nakkaschian schrieb in seinen Kommentaren stets positiv über den Sultan und schloss ihn öffentlich in seine Gebete ein.
Sabah wurde damals zu einem Viertel der üblichen Preise für Tageszeitungen verkauft und erreichte 1891 erstmals eine Auflage von 12.000 Exemplaren. Die Zeitung expandierte nun, zog in neue Geschäftsräume und stellte bekannte Journalisten und Autoren ein, u. a. den türkischen Kriegsberichterstatter und Nationalisten Ahmet Rasim.
Am 24. August 1908 einigten sich Mihran Nakkaschian und der Besitzer der Konkurrenzzeitung İkdam, Ahmet Cevdet, darauf, die Zensurbeauftragten in ihren Zeitungen zu entlassen und somit das erste Mal Ausgaben ohne Zensur zu drucken. Dieser Tag wird in der Türkei heute noch als der „Tag der Pressefreiheit“ gefeiert. Erster Chefredakteur des „Sabah“ nach der jungosmanischen Revolution war der armenisch-türkische Publizist Diran Kelekian. Nach dessen Verhaftung im Rahmen der Ereignisse des 24. April 1915, welcher den Völkermord an den Armeniern einleitete, übernahm allerdings das jungtürkische Komitee für Einheit und Fortschritt (KEF) die Kontrolle über die Zeitung.
Nach dem Ende des Ersten Weltkriegs kam es zu einer Annäherung zwischen Mihran Efendi, wie er allgemein genannt wurde, und Ali Kemal, einem politischen Gegner und Herausgeber der Tageszeitung Peyam. Auf Mihrans Wunsch fusionierten die beiden Firmen zum Blatt Peyam-ı Sabah.
Ali Kemal stand als konservativer Journalist der Jungtürkenbewegung und später auch Mustafa Kemal Atatürk ablehnend gegenüber und kritisierte diese öffentlich. Nach der Kapitulation des osmanischen Reiches am Ende des Ersten Weltkriegs war er kurzzeitig auch osmanischer Innenminister.
Nachdem das türkische Heer unter Mustafa Kemal Atatürk Izmir einnahm, distanzierte sich Mihran von Ali Kemal und veröffentlichte die Zeitung fortan als Sabah. Ali Kemal wurde nach dem Sieg der Kemalisten als Verräter verhaftet und wurde in der Haft Opfer eines Lynchmordes. Mihran schloss aus Angst um sein Leben die Zeitung am 7. November 1922, verkaufte seine Besitztümer und floh nach Frankreich. Dort änderte er seinen Namen in Nakkaşoğlu und starb 1944 in Nizza.

### Neugründungen 1938 und 1985
Erst 1938 wurde wieder eine Zeitung unter dem Namen Yeni Sabah (‚Der Neue Morgen‘) von den Journalisten İlhami Safa und Cemalettin Saraçoğlu herausgebracht, aber 1964 wieder eingestellt.
Seit ihrer Wiedergründung 1985 ist Sabah zur führenden türkischsprachigen Tageszeitung in Istanbul geworden. Sie war im Besitz der Dinç-Bilgin-Gruppe und gehörte von 2005 bis 2008 zur Ciner-Mediengruppe, die zwei Fernsehsender, vier Tageszeitungen und 31 Zeitschriften unter ihrem Dach vereint.
In Deutschland erscheint Sabah wieder seit dem 20. März 2006, nachdem man sich zuvor nicht auf dem deutschen Markt etablieren konnte und die Auflage in Deutschland einstellte. Eine US-Version gibt es ebenfalls.
2007 wurde die Mediengruppe Merkez, zu der Sabah gehörte, von der staatlichen Treuhandanstalt TMSF beschlagnahmt und der Finanzaufsicht einer staatlichen Kontrollbehörde unterstellt. Nach mehreren Gerichtsprozessen einigte sich der frühere Eigentümer Turgay Ciner mit der TMSF und es wurden große Teile von Merkez zum Verkauf ausgeschrieben. Im Dezember 2007 übernahm die Çalık Holding für 1,1 Milliarden US-Dollar den Medienverbund und Sabah wurde am 22. April 2008 innerhalb der Çalık Holding zu der Turkuvaz Medya Grubu, die u. a. auch die Zeitungen Yeni Asır und Takvim, sowie den Fernsehsender atv betreibt, integriert. An der Spitze der Mediengruppe Turkuvaz wurde Serhat Albayrak berufen, der ältere Bruder Berat Albayraks, des Schwiegersohns von Ministerpräsident Recep Tayyip Erdoğan.
Am 12. April 2013 erwirkte die Zeitung eine Eilentscheidung des Bundesverfassungsgerichts, wonach im NSU-Prozess zusätzlich zu den Plätzen für bereits akkreditierte Journalisten auch „eine angemessene Zahl von Sitzplätzen an Vertreter von ausländischen Medien mit besonderem Bezug zu den Opfern der angeklagten Straftaten“ vergeben werden müsse. Bei der zunächst vom Gericht vorgenommenen Zuteilung von Sitzplätzen für Pressevertreter waren ausländische, insbesondere auch türkische, Medien nicht zum Zuge gekommen.
Die Polizei Darmstadt hat am 17. Mai 2023 den Chefredakteur der Zeitung in Deutschland, Ismail Erel, in seiner Wohnung in Mörfelden-Walldorf festgenommen und Speichermedien sowie weitere Beweismittel sichergestellt. Als Grund nannte die Staatsanwaltschaft den Verdacht des gefährdenden Verbreitens personenbezogener Daten.